# Opel Kapitän

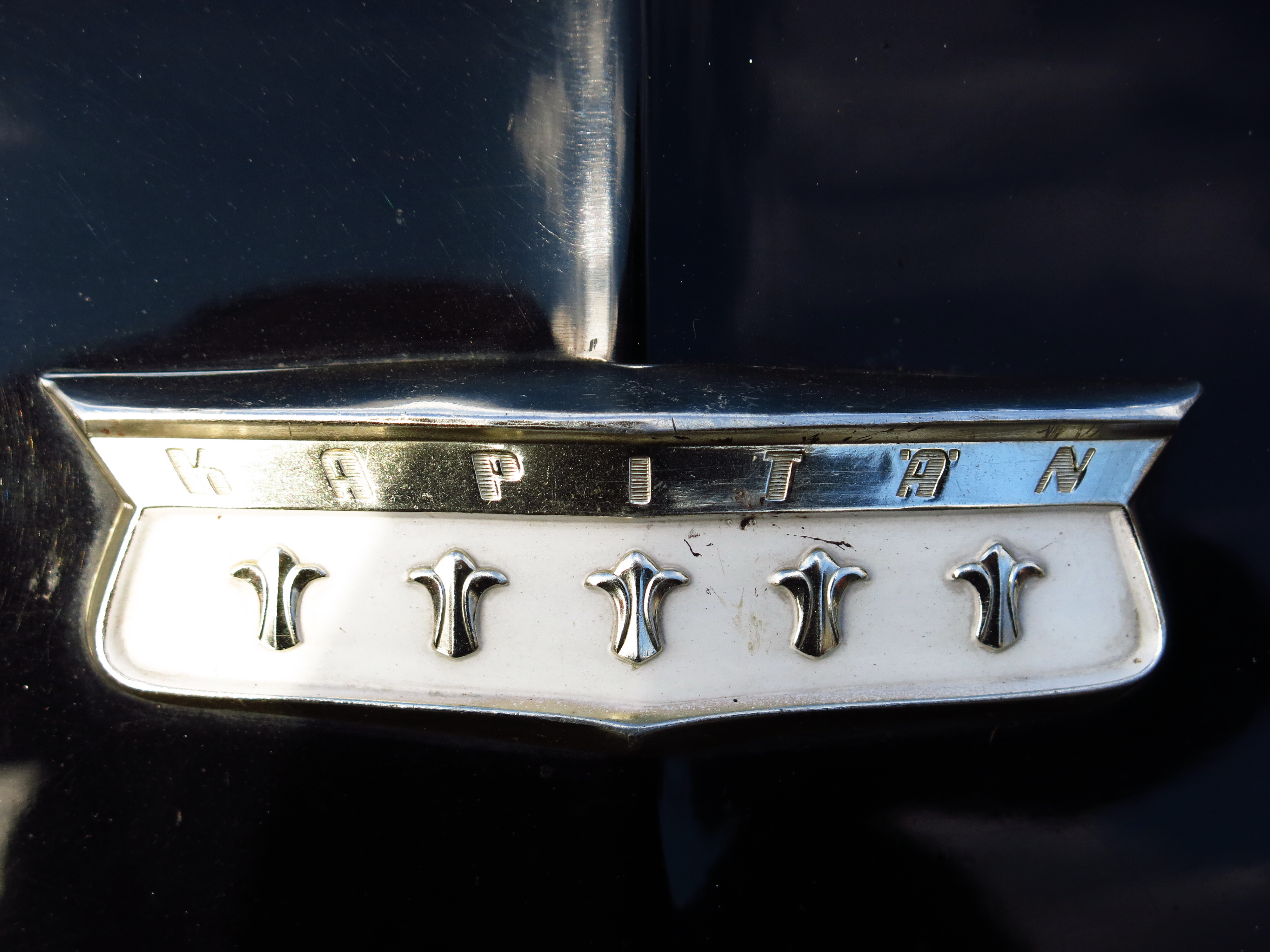
Particolare del frontale di una Kapitän P2

La Kapitän era un'autovettura di fascia alta prodotta in più serie dal 1938 al 1970 dalla Casa automobilistica tedesca Opel.

## Profilo e storia
Lanciata per la prima volta nel 1938, la Kapitän fu chiamata a raccogliere il testimone lasciatole dalla Super 6.
La sua denominazione proseguì il corso ispirato ai gradi della marina militare, inaugurato due anni prima con la Kadett, seguita dalla Admiral.

Dopo la seconda guerra mondiale "Kapitän" fu il solo nome che venne mantenuto di questa serie, ma dal 1962, con la nuova Kadett, Opel ricominciò a utilizzare le vecchie denominazioni, riprendendo nel 1964 il nome "Admiral" e arricchendo la serie con la Commodore (1967), avendo nel frattempo esteso questo schema anche alla sfera politica (Diplomat nel 1964 e poi Senator nel 1977).
La produzione della Kapitän, salvo la generale pausa del periodo bellico e degli anni immediatamente successivi a causa dei danni subiti dallo stabilimento Opel, è proseguita ininterrottamente dal 1938 al 1970 e si è articolata in ben nove serie, caratterizzate da numerosi aggiornamenti, sia di tipo tecnico che estetico.

### Prima serie (1938-40)

#### Caratteristiche
La produzione della prima serie della Kapitän iniziò nel novembre del 1938, con presentazione alla stampa avvenuta il 15 dicembre a Rüsselsheim e lancio commerciale in occasione del salone dell'automobile di Berlino, nel febbraio 1939. Ciò fece di questa vettura l'ultima Opel introdotta prima dello scoppio della Seconda Guerra Mondiale. Fin dalla sua prima generazione, la Kapitän propose soluzioni tecniche ed estetiche innovative: sul piano tecnico vi era infatti l'utilizzo della scocca portante, che oramai stava cominciando a diffondersi in tutta Europa. In questo modo la Kapitän diede un taglio deciso con le ammiraglie Opel del passato, legate fino a quel momento (compresa la Super 6 appena uscita di produzione) alla vecchia architettura a telaio separato dalla carrozzeria.
Anche per quanto riguardava la linea, non pochi furono gli elementi moderni che caratterizzavano la Kapitän. L'influsso della statunitense General Motors, da quasi dieci anni proprietaria del marchio, si fece sentire in maniera consistente. La Kapitän sfoggiava infatti linee molto americaneggianti, che ricordavano da vicino i contemporanei modelli d'oltreoceano e che prefiguravano le linee delle grandi berline europee che verranno prodotte dieci anni più tardi. Tipico di tale stile era in generale la carrozzeria molto arrotondata con padiglione assai arcuato e più in dettaglio il frontale con massicci parafanghi in cui erano inglobati per intero i fari di forma esagonale. Tale soluzione portava a definitiva maturazione il processo di modernizzazione stilistica avviato già nel 1935 con la Olympia e proseguito con Kadett ed Admiral, nelle quali i fari anteriori furono semi-inglobati nella carrozzeria. Il cofano motore era solcato da lateralmente da alcune feritoie che andavano a congiungersi nelle ben più numerose feritoie orizzontali che formavano la calandra, quest'ultima assai bombata ed arrotondata. La visione d'insieme del frontale ricordava inoltre quella della Cord 812, innovativo modello statunitense di fine anni trenta. Caratteristico era anche il parabrezza in due pezzi.
La prima serie della Kapitän era equipaggiata dallo stesso motore della Super 6, vale a dire un sei cilindri in linea da 2.473 cm³ con distribuzione a valvole in testa ed in grado di erogare una potenza massima di 55 CV a 3500 giri/min, con un valore di punta della coppia massima di 145 N·m a 1600 giri/min. Il cambio era a tre marce con innesti silenziosi, mentre la frizione era monodisco.
Le sospensioni erano anteriormente a ruote indipendenti con doppi trapezi trasversali, molle elicoidali ed ammortizzatori idraulici a leva, mentre nella precedente Super 6 venivano invece montate sospensioni con schema Dubonnet, meno raffinate ed affidabili. Il retrotreno proponeva invece una più classica soluzione ad assale rigido, ma anch'essa con ammortizzatori idraulici a leva e con molle a balestra longitudinali. L'impianto frenante era a quattro tamburi.
La prima serie della Kapitän raggiungeva una velocità massima di 126 km/h e fu proposta in tre varianti di carrozzeria: berlina a due o quattro porte e cabriolet due porte.
La GAZ-M20 Pobeda sovietica fu fortemente influenzata sia nello stile che nel layout meccanico dalla Opel Kapitän di questi anni. In effetti, le sospensioni anteriori sono quasi identiche e la maggior parte delle parti può essere sostituita. Inoltre, entrambe le auto avevano all'incirca le stesse dimensioni.

#### Produzione
La produzione della Kapitän ebbe luogo presso lo stabilimento di Rüsselsheim: fin da subito vennero previste tre varianti di carrozzerie, ossia berlina a 2 porte, berlina a 4 porte e cabriolet a 4 posti. La capote di quest'ultima versione venne realizzata dalla carrozzeria Hebmüller, ma l'assemblaggio finale avvenne comunque sempre e solo a Rüsselsheim.
Fu tolta di produzione nell'ottobre del 1940, un anno dopo lo scoppio della Seconda Guerra Mondiale. In totale ne vennero realizzati 25.374 esemplari, di cui 3.422 berline a 2 porte, 17.144 berline a 4 porte, 4.560 cabriolet a 4 posti e 248 telai nudi allestiti da carrozzieri esterni. In realtà la produzione venne fatta cessare già nel mese di maggio, sempre a causa della guerra, ma nonostante il periodo fosse tutt'altro che adatto, si decise di produrne altri quattro esemplari per raggiungere e festeggiare la milionesima Opel prodotta dalla sua fondazione. Altri tre esemplari vennero assemblati nel settembre del 1943 per vagliare la possibilità di un ritorno alla produzione alla fine della guerra.

### Seconda serie (1948-51)
Dopo il conflitto gli stabilimenti Opel uscirono seriamente danneggiati dai bombardamenti, ragion per cui la produzione cominciò letteralmente con il contagocce e limitatamente a poche unità di camion Blitz, prodotti a partire dal 1946 ed equipaggiati, fra l'altro, proprio con motori di origine Kapitän. Inoltre, la Germania era stata costretta a pesanti risarcimenti nei confronti degli Stati vincitori. Parte di questi risarcimenti fu costituita da diverse strutture e macchinari utilizzati proprio dalla Casa di Rüsselsheim fino al 1940 per produrre vetture come la Kadett d'anteguerra, che sarebbe stata in seguito prodotta in Unione Sovietica. Come se non bastasse, in un primo tempo alla Germania non fu concesso di produrre vetture di cilindrata superiore al litro e mezzo, per questo la prima vettura Opel posta in commercio nell'immediato dopoguerra fu la Olympia di fine 1947.
Per questi motivi, la nuova generazione della Kapitän non poté che arrivare solo nel 1948, quando le autorità d'occupazione americane concessero l'autorizzazione alla produzione di modelli di cilindrata superiore. In realtà, già dal 1947 erano stati ultimati i primi esemplari di questa nuova produzione, nella prospettiva di poterli effettivamente lanciare sul mercato non appena possibile e in quantità superiori. Per questo la nuova Kapitän, prodotta a partire dall'ottobre 1948, viene spesso indicata come Modell 47.

#### Caratteristiche
La seconda generazione della Kapitän riprendeva quasi del tutto il modello d'anteguerra, del quale fu in pratica un restyling: tra le piccolissime differenze estetiche, la più evidente era costituita dai nuovi fari anteriori di forma circolare anziché esagonale. Identica anche la meccanica, consistente nello stesso sei cilindri da 2,5 litri del modello precedente. Alcune modifiche di dettaglio furono apportate al radiatore, lla leva del cambio, alle sospensioni, all'impianto frenante e all'alloggiamento del differenziale. Rimasero invariate anche le prestazioni, con una punta velocistica di 126 km/h, esattamente come nel modello d'anteguerra.
Dal punto di vista della gamma, invece, più notevoli furono le differenze tra la prima e la seconda serie: la Kapitän del dopoguerra era infatti proposta unicamente come berlina a quattro porte e non più a due porte o come cabriolet.

#### Produzione
Nelle primissime fasi della produzione, la Kapitän fu destinata esclusivamente ad alcune cariche istituzionali delle autorità americane. Fra l'avvio della sua produzione e la fine del mese di dicembre del 1948, furono 213 gli esemplari consegnati alle autorità d'occupazione americane. Ma non molto tempo dopo, la produzione venne estesa anche a livello di vettura regolarmente a listino e rivolta a tutti i potenziali clienti, ad un prezzo di 9.950 DM.
Nel maggio 1950 vi furono alcuni lievissimi aggiornamenti di dettaglio, specialmente nella leva del cambio, spostata dal pavimento al volante, nel comando degli indicatori di direzione, anch'esso spostato al volante (prima era sul cruscotto) e nei nuovi rivestimenti. L'unico aggiornamento al motore fu l'innalzamento del rapporto di compressione da 6:1 a 6,1:1, un aggiornamento non tanto mirato all'aumento delle prestazioni, che rimasero invariate, quanto al maggior rendimento e quindi alla diminuzione dei consumi.
Nel febbraio del 1951, la seconda generazione della Kapitän uscì di produzione, dopo essere stata prodotta in 30.406 esemplari, di cui 12.936 con cambio al pavimento e 17.470 con cambio al volante.

### Terza serie (1951-53)

#### Caratteristiche
Nel marzo 1951 fu presentata la terza generazione della Kapitän. Pur basandosi sulla scocca della Kapitän d'anteguerra, il nuovo modello proponeva delle novità più consistenti, specialmente a livello estetico, di quanto non aveva fatto a suo tempo la seconda serie. Innanzitutto la nuova Kapitän era più lunga e più larga. Più in particolare, il frontale fu radicalmente rinnovato: fermi restando i proiettori circolari, la calandra fu ridisegnata, risultando così formata non più da fitti listelli ma da soli tre listelli più spessi, sempre disposti orizzontalmente e cromati. Inoltre, questi listelli non si prolungavano più lungo i lati del cofano motore, ma rimasero confinati nella zona frontale. Più massicci divennero anche i paraurti, sia l'anteriore che il posteriore, che furono dotati di rostri. Rimasero immutate altre soluzioni come quella del parabrezza in due pezzi. Lateralmente furono ridisegnati i passaruota, meno arcuati e leggermente più schiacciati, mentre la forma dei parafanghi rimase pressoché immutata. Il cofano motore non presentava più ai suoi lati i lunghi listelli cromati longitudinali, ma un semplice elemento cromato nella parte posteriore. Il parafango posteriore era tagliato a metà da una linea cromata orizzontale. La coda era di forma più allungata, in modo da migliorare la capacità di carico del bagagliaio e fu il principale motivo delle aumentate dimensioni della Kapitän. Nel complesso la linea non si discostò di molto da quella del modello precedente, ma risultava decisamente aggiornata e attualizzata in numerosi particolari, condividendo così molte similitudini stilistiche con la contemporanea Olympia.
Internamente, la Kapitän del 1951 si distingueva per alcuni particolari, come ad esempio il nuovo volante a due razze. Il bagagliaio, nonostante fosse stato ridisegnato, non riusciva ad offrire molto spazio per i bagagli a causa della presenza della ruota di scorta al suo interno.
Di fronte a tanti aggiornamenti estetici, la meccanica rimaneva pressoché immutata. Si ritrovava così il consueto sei cilindri in linea a valvole in testa da 2.473 cm³, che fu leggermente rivisto in modo da erogare 58 CV a 3700 giri/min di potenza massima e 147 Nm a 1600 giri/min di coppia massima. La velocità massima salì così a 128 km/h.
Identico era il sistema di trasmissione, così come l'impianto frenante a quattro tamburi, mentre per quanto riguardava le sospensioni, il retrotreno adottò gli ammortizzatori idraulici telescopici in luogo di quelli a leva. Altra novità furono i nuovi cerchi da 16 pollici in luogo di quelli da 15 pollici delle precedenti Kapitän.

#### Produzione
La terza serie della Kapitän, disponibile unicamente come berlina a quattro porte, non conobbe grosse novità nel corso della sua breve carriera commerciale: l'unica veramente degna di nota fu introdotta nel dicembre 1952, quando il motore subì una nuova e leggera rivisitazione (aumento del rapporto di compressione e adozione di un nuovo carburatore) che portò la sua potenza massima da 58 a 60 CV, con la velocità massima che salì a 133 km/h. Questa Kapitän fu prodotta fino a metà del 1953 in 48.587 esemplari.

### Quarta serie (1953-55)
Il 15 settembre del 1953 fu presentata alla stampa la nuova generazione della Kapitän. Indicata come anno-modello 1954, o più semplicemente come Modell 1954, la nuova Kapitän fu questa volta un modello completamente nuovo rispetto ai suoi antesignani.

#### Caratteristiche
Dal punto di vista del corpo vettura, la nuova Kapitän abbandonò il vecchio concetto di carrozzeria berlina a parafanghi sporgenti e dal design ancora legato agli stilemi del decennio precedente, per accostarsi invece al moderno concetto di berlina a tre volumi, che nei primi tempi della sua diffusione fu denominato "carrozzeria Ponton". Via quindi i parafanghi sporgenti a favore di parafanghi interamente inglobati nel resto del corpo vettura, mentre il cofano motore fu abbassato per rendere la linea più filante e la coda, che già nella Kapitän del 1951 stava cominciando a svilupparsi e a divenire più accentuata, qui raggiunse una più piena maturità stilistica andando a costituire un vero e proprio terzo volume con tanto di fari posti sulla sommità. Sempre nella zona posteriore, era visibile anche il disegno panoramico del lunotto, un tema che verrà ulteriormente sviluppato nelle serie successive, anche se in questo caso il lunotto era suddiviso in tre parti anziché essere in un pezzo unico. Elegante anche la scelta stilistica delle ruote posteriori semicarenate ed evidenziate da una breve nervatura passante sopra i passaruota per terminare all'estremità posteriore. Un'altra nervatura laterale solcava invece la fiancata a metà altezza, partendo da dietro i proiettori anteriori per terminare a metà della portiera posteriore. Il frontale era munito di fari circolari e di una larga calandra ovale a sviluppo orizzontale che andava ad occupare quasi tutta la larghezza del frontale stesso, conferendo alla nuova berlina un look più aggressivo, come anche nella contemporanea Olympia Rekord. Un ulteriore tocco di eleganza venne dato dalla possibilità di avere a pagamento il tetto in tinta differenziata rispetto al resto della carrozzeria. Nel complesso, la vettura appariva come una versione in scala ridotta delle contemporanee Cadillac e Buick prodotte e commercializzate oltreoceano (va ricordato che entrambi i marchi appartengono alla galassia della General Motors come all'epoca lo era anche la Opel), o perlomeno ne incorporava alcune tipiche soluzioni stilistiche.
All'interno, la grande novità era rappresentata dal gruppo plancia-cruscotto, completamente ridisegnato e rinnovato: spiccavano il nuovo volante a due razze con clacson concentrico, il cruscotto a tre strumenti, il nuovo vano portaoggetti sul lato passeggero e il caratteristico portacenere centrale che incorporava le due manopole per la regolazione del sistema di climatizzazione, una vera chicca all'epoca, prerogativa solo di modelli di un certo livello.
Per quanto riguardava la tecnica, la nuova Kapitän riproponeva il sei cilindri in linea da 2.473 cm³ con distribuzione a valvole in testa, ma con potenza massima portata a 68 CV a 3500 giri/min, 10 in più rispetto alla Kapitän precedente. La coppia massima era invece di 160 N·m, anch'essa sensibilmente migliorata rispetto al precedente modello. Il cambio rimaneva a tre marce ma introduceva anche la seconda e la terza marcia sincronizzate. I freni erano sempre a tamburo sulle quattro ruote, ma furono anch'essi rivisitati e migliorati. L'avantreno della nuova Kapitän proponeva gli ammortizzatori idraulici telescopici come al retrotreno, dove furono montati già nella serie precedente. Posteriormente, invece, fu montata una barra stabilizzatrice come all'avantreno, mentre i cerchi divennero da 13 pollici.

#### Produzione
Le prime consegne si ebbero nel novembre del 1953, ma già nel maggio del 1954, la Kapitän subì un lievissimo aggiornamento meccanico, atto a portare il valore di coppia massima a 173 Nm e quello della potenza massima a 71 CV.
La nuova Kapitän fu prodotta unicamente come berlina a 4 porte, raggiungeva una velocità massima di 138 km/h e fu prodotta fino al 1955 in 61.543 esemplari. Gli ultimi esemplari, prodotti fra marzo e luglio, introdussero un ulteriore aggiornamento tecnico costituito dallo sterzo a circolazione di sfere anziché a vite e settore.

### Quinta serie (1955-58)

#### Caratteristiche
Basata sulla stessa scocca della serie precedente, la quinta serie della Kapitän introduceva alcuni aggiornamenti estetici, come la calandra ovale più grande e dotata di fitte grigliature a sottili listelli orizzontali, al posto della "bocca di squalo" utilizzata nel modello precedente. Furono mantenuti i fari anteriori di forma circolare, ma vennero incassati all'interno di alloggiamenti sporgenti e più protesi in avanti. Diverso anche il disegno degli indicatori di direzione. La fiancata riprendeva grosso modo l'impostazione del modello precedente, ma venne rivisitata in chiave più attualizzata per essere resa più elegante. Tale ristilizzazione della fiancata passò anche per l'introduzione di una nervatura cromata che anche in questo caso partiva da dietro i proiettori posteriori, per spezzarsi a metà della portiera posteriore e riprendere poco più in basso fino alla fine del parafango. La parte posteriore mostrava un "inizio" di pinne, più chiaramente visibili osservando la coda. Esse riprendevano la nota moda americana delle enormi vetture dotate di pinne posteriori, moda in seguito ripresa da molte Case automobilistiche europee. Il lunotto panoramico riprese il disegno della precedente Kapitän. Le superfici vetrate divennero leggermente più estese, in particolar modo il parabrezza, allo scopo di migliorare la visibilità.
Anche nel caso della Kapitän quinta serie, il motore era lo stesso delle altre serie, ma la sua potenza massima fu portata a 75 CV a 3900 giri/min, mentre la coppia motrice raggiunse i 173 N·m a 1700 giri/min. Ciò fu possibile grazie alla lavorazione della testa e all'innalzamento del rapporto di compressione. La velocità massima raggiunse così i 140 km/h.

Il resto della meccanica riprese all'incirca le stesse soluzioni viste sulla precedente Kapitän. Unica differenza di rilievo fu nel retrotreno, il cui tradizionale assale rigido fu rinforzato da un telaietto ausiliario. Inoltre, gli pneumatici da 13 pollici divennero di tipo tubeless.

#### Produzione
La produzione della Kapitän quinta serie, o Modell 1956, cominciò fra l'agosto e il settembre del 1955: un anno dopo, nell'agosto del 1956, il cambio utilizzato fino a quel momento, con prima non sincronizzata, venne sostituito da un nuovo cambio interamente sincronizzato, sempre a 3 marce. Nel febbraio dell'anno seguente, la vettura divenne ordinabile a richiesta anche con tetto ripiegabile in tela. tre mesi dopo, a maggio, la Kapitän fu proposta in un allestimento più lussuoso, denominato semplicemente L e che comprendeva un maggior numero di inserti cromati, nei rivestimenti sul cruscotto, nei due sedili singoli anteriori in luogo della panchetta a tre posti utilizzata in precedenza, nel nuovo impianto di riscaldamento migliorato e nella presenza del logo Opel anche al centro della calandra frontale. Un mese dopo, a giugno, divenne ordinabile anche una quarta marcia di riposo tipo overdrive.
Anche la nuova Kapitän fu proposta unicamente come berlina e fu prodotta fino al febbraio del 1958 in 92.555 esemplari in totale, di cui 7.983 Kapitän L.

### Kapitän P 2,5 (1958-59)
La sesta serie della Kapitän, generalmente indicata come Kapitän P 2,5 oppure come Kapitän P1, cominciò ad essere prodotta nel giugno del 1958, alcuni mesi dopo l'uscita di produzione della precedente Kapitän.

#### Caratteristiche
Questa nuova serie dell'ammiraglia Opel di quegli anni fu progettata quasi per intero dalla General Motors nel suo quartier generale statunitense. Solo un modello in scala 1:1 fu inviato a Rüsselsheim per le rifiniture dei dettagli. Ne conseguì una carrozzeria dallo stile molto americano, che ancor più dei modelli precedenti ricordava la produzione d'oltreoceano. Questa nuova serie fu basata sulla precedente scocca, ma dotata di passo allungato di 5 cm. La nuova Kapitän era perciò più lunga, ma anche più larga e più bassa, grazie ad un tetto di forma più piatta che le consentì di ridurre l'altezza del corpo vettura di 6 cm. Il nuovo modello si caratterizzò per la denominazione commerciale accompagnata dalla lettera "P", che indicava la presenza del nuovo parabrezza "panoramico", accompagnato anche da una rivisitazione, sempre in chiave "panoramica" anche del lunotto. Rimanendo nella zona di coda, vale la pena anche citare il fatto che furono modificate le pinne in coda, con l'introduzione di fanalini posteriori dalla particolare forma, assai somigliante a quella di un "buco della serratura" (da cui la denominazione non ufficiale del modello 'Schlüsselloch'). Il frontale era invece piuttosto simile nell'impostazione al modello precedente, con la principale differenza rappresentata dalla grande calandra "a bocca", non più di forma ovoidale, ma più tendente ad una forma quadrangolare con angoli arrotondati. Lungo la fiancata, si cercò di rendere più pulita la linea, utilizzando una nervatura cromata totalmente parallela al piano stradale, senza soluzioni particolari o ulteriori vezzi stilistici. Pertanto, tale nervatura collegò in maniera semplce e lineare i fari anteriori a quelli posteriori.
All'interno dell'abitacolo scomparve il particolare posacenere centrale con comandi del climatizzatore integrati, mentre la strumentazione fu ridisegnata comprendendo un tachimetro a sviluppo orizzontale nella zona alta e due strumenti circolari nella zona bassa. Venne riconfermata invece la soluzione relativa al volante con clacson concentrico.
Per quanto riguarda la tecnica, la già citata soluzione relativa al corpo vettura più basso, consentì fra l'altro di abbassare il baricentro della vettura stessa, andando così a migliorarne le doti dinamiche. Anche la Kapitän P 2,5 montava l'ormai storico motore a sei cilindri da 2,5 litri con valvole in testa, che stavolta fu portato a 80 CV di potenza massima, spingendo la vettura ad una velocità massima di 142 km/h. Rimase invariato praticamente tutto il resto, dalle sospensioni (tranne il fatto di utilizzare questa volta delle molle elicoidali anteriori ad oscillazione progressiva) all'impianto frenante e dallo sterzo al cambio, quest'ultimo manuale, interamente sincronizzato e a 3 marce, con possibilità di avere a richiesta il rapporto aggiuntivo overdrive.

#### Produzione
Fin da subito, la P 2,5 fu proposta nei due livelli di allestimento già visti nella precedente Kapitän, ossia base ed "L", rispettivamente poste in vendita a 10.250 e 11.000 marchi. Purtroppo vi fu questa volta un intoppo: la linea posteriormente discendente del padiglione, collaudata con successo sulle auto 'full size' americane, mal si adattò a questa auto di dimensioni europee. Per un passeggero di statura media, lo spazio in altezza era appena sufficiente (considerato anche l'uso all'epoca diffuso del cappello). Anche la dimensione delle porte posteriori fu giudicata insufficiente. Entrambe queste pecche, considerate particolarmente gravi per un'auto di classe superiore, dove spesso il proprietario (con autista) sedeva ai posti posteriori, indussero la Opel a ridisegnare il modello dopo solo un anno dalla sua uscita.
La Kapitän P 2,5 fu infatti prodotta per un solo anno, dal giugno 1958 al giugno 1959 in 34.842 esemplari (numero tuttavia notevole) di cui 17.132 in allestimento L.

### Kapitän P 2,6 (1959-63)
Con il nome Kapitän P 2,6 si indica il secondo modello della serie "P", con parabrezza panoramico. Basato sulla stessa scocca della P 2,5 ma con lamierati sensibilmente differenti, proponeva diverse novità. Le critiche mosse alla P 2,5 dalla stampa e dalla clientela in merito alle doti di abitabilità sui sedili posteriori spinsero la casa di Rüsselsheim ad apportare migliorie al modello in listino alla fine degli anni '50 del secolo scorso. Il lavoro che ne derivò fu in primo luogo quello di alzare la linea del padiglione nella zona posteriore, in modo da aumentare lo spazio in altezza. In secondo luogo, un altro compito riservato all'equipe di designers incaricata all'epoca fu quello di cogliere l'occasione per attualizzare la linea, nonostante fosse passato solo un anno dal lancio della P 2,5.

#### Caratteristiche
Ciò che ne derivò fu un corpo vettura sempre di tipo berlina a tre volumi e a quattro porte, ma dalle linee meno arrotondate: l'intervento estetico più evidente fu la modifica del tetto nella parte posteriore e delle porte posteriori, pur mantenendo intatto il tema relativo a parabrezza e lunotto panoramici. Anche la calandra fu modificata, la cui forma ovale lasciò il posto ad un disegno con andamento orizzontale più accentuato, sviluppandosi per l'intera larghezza del frontale, anche sotto i fari anteriori e andando ad inglobare gli indicatori di direzione. I listelli all'interno della calandra erano meno incassati e più sottili, tutti in verticale e modellati con una convessità verso l'esterno. Anche la coda fu resa più affilata specialmente nelle estremità dominate dalla caratteristiche pinne, aloro volta rivisitate Nuovi e più lineari anche i paraurti. In generale, la nuova Kapitän era ancora più lunga e più larga della precedente, ma anche più alta. L'aspetto dell'auto era meno tondeggiante e più slanciato del modello precedente, inaugurando una tendenza stilistica che si sarebbe accentuata negli anni successivi. Le linee generali ricordavano (o molto più probabilmente erano ispirate) alla contemporanea generazione della Chevrolet Impala, anch'essa introdotta nel 1959. Dal punto di vista dell'organizzazione del lavoro, la P 2,6 venne concepita e realizzata in Germania Ovest e non più negli States come invece era avvenuto per la P 2,5. L'autore di questa rivisitazione fu Erhard Schnell, una vita consacrata al design della Opel, futuro responsabile del design della casa di Rüsselsheim e futuro autore delle linee di modelli iconici come la 1900 GT e la Calibra.

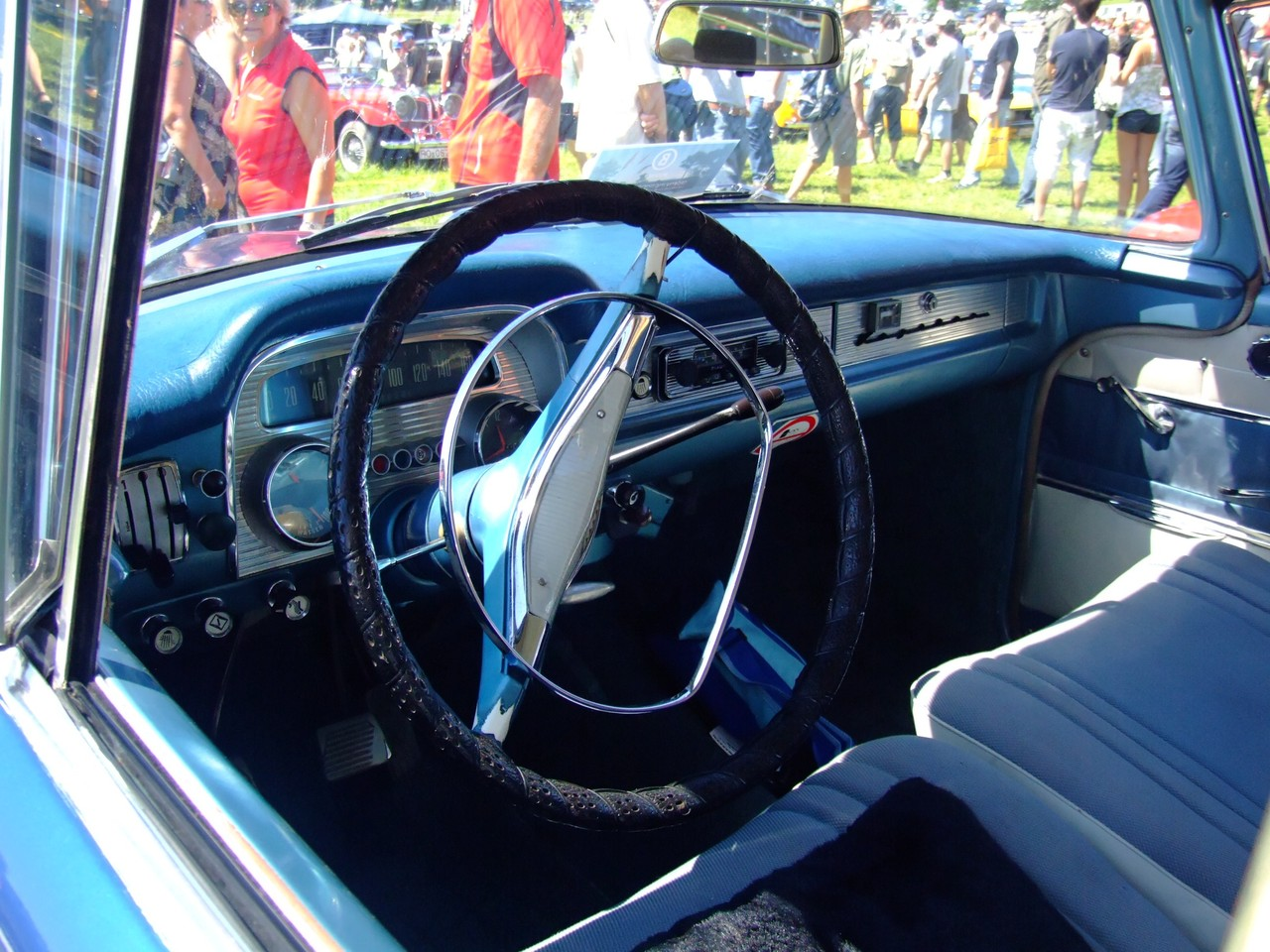
Interni

Sul piano tecnico, il vecchio sei cilindri da 2,5 litri venne rivisitato stavolta in profondità, tanto da modificarne le misure caratteristiche di alesaggio e corsa (da 80 x 82 mm a 85 x 76,5 mm) in modo da raggiungere una cilindrata di 2.605 cm³. Tale motore era sempre a valvole in testa ed era in grado di erogare 90 CV di potenza massima a 4100 giri/min, mentre la coppia massima poteva raggiungere i 190 N·m a 1300 giri/min. La velocità massima della Kapitän P 2,6 era di 150 km/h. Tuttavia, per il solo mercato Austriaco, la vettura venne prevista con un motore di cilindrata ridotta a 2483 cm³ a causa del regime fiscale che in quel paese penalizzava le vetture con motori superiori ai 2,5 litri.
Il resto della meccanica fu oggetto invece di rivisitazioni di dettaglio. L'unica novità di un certo rilievo riguardò le ruote, ora da 14 pollici di diametro invece di 13. Per il resto vennero confermati l'avantreno a ruote indipendenti a bracci trasversali, il retrotreno ad assale rigido, l'impianto frenante a tamburi, il cambio manuale a 3 marce con overdrive optional e lo sterzo a circolazione di sfere.

#### Produzione
La produzione della Kapitän P 2,6 fu avviata alla fine del mese di agosto del 1959, subito dopo l'installazione in stabilimento dei macchinari necessari. Da subito la vettura ricevette maggiori consensi in quanto venne migliorata proprio nei punti oggetto di critiche fino a quel momento. Anche in questo caso, la gamma venne sdoppiata in due allestimenti, base e L. La versione 2.5 destinata al mercato austriaco cominciò ad essere prodotta ed esportata a partire dal mese di settembre.
A partire dal dicembre del 1960, l'overdrive scomparve dalla lista optional, che però si arricchì con l'arrivo della trasmissione automatica Hydramatic a 3 rapporti, un cambio progettato e realizzato dalla General Motors e già ampiamente collaudato su diversi modelli d'oltreoceano. Gli esemplari con cambio automatico videro il loro propulsore leggermente rivisitato per meglio adattarsi al nuovo tipo di trasmissione, pertanto la coppia massima salì in questo caso da 190 a 195 Nm.
A partire dal settembre 1961, tornò ad essere disponibile la verniciatura bicolore a richiesta, mentre nel luglio dell'anno successivo, la lista optional si allungò ulteriormente con il servosterzo.
Questa fu la Kapitän venduta in maggior numero di esemplari, essendo stata prodotta fino al novembre del 1963 in ben 145.616 esemplari. La maggior parte di essi, esattamente 102.833 esemplari, erano versioni L. duzione totale include anche i 3.362 esemplari con motore 2.5 previsti per il mercato austriaco.

### Kapitän A (1964-68)
Il 1964 vide l'arrivo della cosiddetta Kapitän A, modello base di una nuova generazione di ammiraglie Opel. Per sostituire la Kapitän P 2,6, Opel presentò infatti una famiglia di tre modelli che condividevano l'intera meccanica telaistica e la carrozzeria, differenziandosi tra loro per alcuni particolari estetici, per le finiture e per le dotazioni. Assieme alla nuova Kapitän, la Admiral e la Diplomat andarono a costituire la cosiddetta famiglia "KAD", dalle iniziali dei tre modelli. La Kapitän costituiva la versione base della famiglia, la Admiral il livello intermedio (andando a sostituire l'allestimento L delle vecchie Kapitän), mentre la Diplomat costituiva il vertice della gamma.

#### Genesi dellaKapitän A
L'esigenza di ripensare la presenza della Opel nel segmento delle vetture di lusso fu dettata innanzitutto dall'evoluzione della gamma Rekord nel segmento immediatamente inferiore. Infatti, nel 1963 venne introdotta la Rekord A, meccanicamente piuttosto superata, ma che costituì un salto di qualità sul piano del design e del comfort interno, a tal punto da innescare un fenomeno di concorrenza interna nei confronti della Kapitän stessa. Per questo, consci delle caratteristiche e degli effetti che la Rekord A avrebbe avuto sulla gamma Kapitän, i progettisti e i responsabili di progetto della Opel si erano messi al lavoro già dal 1960 per attuare lo sviluppo della nuova ammiraglia, anzi, delle nuove ammiraglie, visto che ve ne furono in programma addirittura tre. La presentazione della Kapitän A e delle sue due "sorelle" si ebbe nel febbraio del 1964, con le prime consegne fissate a partire dal mese di aprile.

#### Caratteristiche
Tornando alla nuova Kapitän, giunta alla sua ottava serie, si trattava di una vettura inedita, specialmente nella carrozzeria. La Kapitän A fu prodotta unicamente in versione berlina a quattro porte e sei posti ed era caratterizzata da linee più tese e squadrate, ispirate allo stile in voga negli Stati Uniti. Il frontale appariva più spigoloso e gli stessi proiettori anteriori erano squadrati e non più circolari come su quasi tutte le Kapitän prodotte fino a quel momento (a parte il primissimo ed oramai remoto modello del 1938, che montava fari anteriori esagonali). La fiancata era in grado di mostrare sia l'influsso dello stile americano - in particolare negli ingombri e nella spigolosità - sia quello della scuola europea, con la nervatura lungo la fiancata stessa, il profilo dei passaruota e il disegno dei copricerchi che avvicinavano la Kapitän A alle nuove Kadett, lanciate due anni prima, in modo da legare lo styling d'oltreoceano ai contenuti stilistici utilizzati dalla casa di Rüsselsheim durante la prima metà degli anni '60 del secolo scorso. Il passo maggiorato di 45 mm e gli sbalzi aumentati, in particolare quello posteriore, fecero lievitare gli ingombri esterni fino a 4.948 mm, un livello da vera ammiraglia in quegli anni.
Tecnicamente, la Kapitän A introdusse alcune novità decisamente rilevanti. In primo luogo, la motorizzazione iniziale della Kapitän A era lo stesso sei cilindri da 2,6 litri montato sulla precedente serie P 2,6, ma con potenza massima innalzata da 90 a 100 CV a 4600 giri/min e con una coppia massima di 185 N·m a 2400 giri/min. Ciò fu reso possibile dal leggero innalzamento del rapporto di compressione. Una delle principali novità introdotte in questo propulsore fu quella delle punterie idrauliche per la distribuzione. Anche la trasmissione beneficiò di diversi aggiornamenti, tra cui la frizione idraulica ed il cambio manuale a 4 marce. A richiesta era però possibile avere la nuova trasmissione automatica Powerglide a due rapporti. La Kapitän A raggiungeva una velocità massima di 155 km/h. Come anche nel caso della precedente Kapitän, anche qui venne prevista una motorizzazione del 2,5 litri per il solo mercato austriaco, sempre della medesima cilindrata di 2483 cm³ e con potenza salita da 85 a 90 CV.
Vi furono aggiornamenti anche per quanto riguardava le sospensioni, che vennero ritarate pur mantenendo però sostanzialmente i medesimi schemi e le medesime architetture. Ma soprattutto vi furono novità per quanto riguardava l'impianto frenante: la Kapitän A fu infatti la prima Opel a montare dei freni a disco, che nella fattispecie erano montati sull'avantreno. Posteriormente erano invece presenti i classici freni a tamburo.

#### Evoluzione della gamma
Nel marzo del 1965, ad appena un anno dal lancio, la Kapitän divenne disponibile anche con il V8 di origine Chevrolet da 4.638 cm³, già montato sulla Diplomat ed in grado di erogare una potenza massima di 190 CV a 4600 giri/min ed una coppia massima di ben 354 N·m a 2400 giri/min. La velocità massima arrivò a sfiorare i 200 km/h, facendo della Kapitän una stradista d'eccezione, in grado di competere con le ammiraglie di lusso della Mercedes-Benz. Sempre nel 1965, ma ad agosto, il 2.6 presente in gamma fino a quel momento venne sostituito da una nuova unità motrice, sempre a 6 cilindri ma con asse a camme in testa e ovviamente con punterie idrauliche. Tale motore, della cilindrata di 2.784 cm³, era in grado di erogare una potenza massima di 125 CV, a 4800 giri/min, con coppia massima di 210 Nm a 3200 giri/min. Con tali valori di potenza e coppia, le prestazioni migliorarono nettamente: la velocità massima salì infatti a 170 km/h. Parallelamente, anche la versione riservata al mercato austriaco vide l'avvicendamento fra il vecchio 2.5 a valvole in testa e il nuovo motore 2.5 monoalbero derivato a sua volta dal 2.8 presente negli altri mercati, con cilindrata di 2490 cm³ e potenza massima di 112 CV.
Nel settembre del 1967 vi fu un leggerissimo restyling consistente principalmente nell'introduzione di inserti protettivi in plastica lungo le fiancate e nello spostamento della scritta identificativa del modello. All'interno venne montato un nuovo volante a tre razze e nuovi rivestimenti. Nella stessa occasione, il 2.8 a 6 cilindri venne reso disponibile anche in una nuova versione con carburatore doppio corpo e con potenza massima di 140 CV.
In realtà, il pubblico più facoltoso continuò a preferire le vetture più blasonate, in alcuni casi addirittura meno costose. Dopo un inizio di produzione abbastanza promettente, le vendite crollarono: delle prime Kapitän A con motore da 2,6 litri furono prodotti poco più di 15 000 esemplari in circa un anno di commercializzazione, ma dei due modelli di Kapitän A con motore 2.8 ne furono commercializzati solo poco più di 9 000 in circa tre anni e mezzo, mentre la versione V8 addirittura si fermò a 113 esemplari.
Alla fine del 1968 la Kapitän A fu tolta di produzione: in totale furono 24.249 gli esemplari totali prodotti.

### Kapitän B (1969-70)
Per sanare i risultati di vendita tutt'altro che confortanti della Kapitän A, la Casa di Rüsselsheim tentò un'ultima mossa e lanciò un restyling della grossa vettura, che per l'occasione subì anche un ridimensionamento della gamma. Nacque così la Kapitän B.

#### Caratteristiche
I dettagli esterni che distinguevano la vecchia dalla nuova Kapitän erano pochi e quasi tutti concentrati nel frontale, dove furono ridisegnati proiettori e calandra, quest'ultima con griglia a elementi rettangolari, mentre i gruppi ottici, sia anteriori che posteriori, divennero più avvolgenti e, anche se in minima parte, andarono a sconfinare oltre l'angolo dei rispettivi parafanghi. La vista laterale monstrò inoltre le rivisitazioni agli archi passaruota, in particolare quelli posteriori, ora meno schiacciati. Nello stesso periodo, anche la gemella più lussuosa, ossia la Admiral, subì le stesse modifiche.
Meccanicamente, la novità più importante fu il nuovo retrotreno con ponte De Dion adottato su tutta la serie "KAD". La Kapitän B rinunciò invece al possente V8 da 4,6 litri e schierò nella gamma solo le due varianti del sei cilindri da 2,8 litri, ma con potenza leggermente più elevata, portata a 132 e 145 CV. Anche le prestazioni migliorarono leggermente e le rispettive velocità massime salirono a 175 e 182 km/h.

#### Produzione
La produzione della Kapitän B fu avviata nel gennaio del 1969, mentre la presentazione si ebbe a Nizza assieme agli altri due modelli della serie KAD, anch'essi aggiornati nella medesima occasione.
Tuttavia il successo di questa vettura rimase scarso, limitato anche dalla sorella Admiral, generalmente preferita forse perché più consona alle aspettative degli acquirenti di quella fascia di prezzo, comunque sempre elevato. Opel decise perciò a quel punto di lasciare alle sole Admiral e Diplomat il compito di coprire la gamma alta del marchio e, dopo circa un anno e mezzo di commercializzazione, vale a dire nel luglio del 1970, la Kapitän B fu tolta di produzione, sostituita da una versione economica della Admiral.
Era il 1970 e fu l'ultima Kapitän della storia.

### Tabella riepilogativa
Di seguito vengono riepilogate le caratteristiche dei vari modelli costituenti le diverse generazioni della Kapitän:
| Opel Kapitän (1938-70) |                     |                    |                    |                       |                           |            |                |                |                                        | |                   |                    |              |
| Modello                | Carrozzeria         | Anni di produzione | Esemplari prodotti | Prezzo all'epoca (DM) | Motore                    | Cilindrata | Potenza CV/rpm | Coppia Nm/rpm  | Cambio/ N°rapporti                     | Sospensioni ant./post. | Freni ant./post.  | Massa a vuoto (kg) | Velocità max |
| Modell 39              | Berlina 2 volumi 2p | 12/1938-05/1940    | 3.423              | 3.575                 | OHV Six 2.5               | 2473       | 55/3500        | 145/1600       | Manuale 3 marce non sincronizzato      | Ant.: Ruote indipendenti, quadrilateri trasversali, molle elicoidali, ammortizzatori idraulici a leva / Post.: assale rigido, molle a balestra, ammortizzatori a leva                     | Tamburo / Tamburo | 1.230              | 126          |
| Modell 39              | Berlina 2 volumi 4p | 12/1938-05/1940    | 17.142             | 3.975                 | OHV Six 2.5               | 2473       | 55/3500        | 145/1600       | Manuale 3 marce non sincronizzato      | Ant.: Ruote indipendenti, quadrilateri trasversali, molle elicoidali, ammortizzatori idraulici a leva / Post.: assale rigido, molle a balestra, ammortizzatori a leva                     | Tamburo / Tamburo | 1.230              | 126          |
| Modell 39              | Cabriolet           | 12/1938-05/1940    | 4.561              | 4.325                 | OHV Six 2.5               | 2473       | 55/3500        | 145/1600       | Manuale 3 marce non sincronizzato      | Ant.: Ruote indipendenti, quadrilateri trasversali, molle elicoidali, ammortizzatori idraulici a leva / Post.: assale rigido, molle a balestra, ammortizzatori a leva                     | Tamburo / Tamburo | 1.230              | 126          |
| Modell 39              | Telaio nudo         | 12/1938-05/1940    | 248                | -                     | OHV Six 2.5               | 2473       | 55/3500        | 145/1600       | Manuale 3 marce non sincronizzato      | Ant.: Ruote indipendenti, quadrilateri trasversali, molle elicoidali, ammortizzatori idraulici a leva / Post.: assale rigido, molle a balestra, ammortizzatori a leva                     | Tamburo / Tamburo | -                  | 126          |
| Modell 47              | Berlina 2 volumi 4p | 10/1948-04/1950    | 12.936             | 9.950                 | OHV Six 2.5               | 2473       | 55/3500        | 145/1600       | Manuale 3 marce non sincronizzato      | Ant.: Ruote indipendenti, quadrilateri trasversali, molle elicoidali, ammortizzatori idraulici a leva / Post.: assale rigido, molle a balestra, ammortizzatori a leva                     | Tamburo / Tamburo | 1.210              | 126          |
| Modell 50              | Berlina 2 volumi 4p | 05/1950-02/1951    | 17.470             | 9.600                 | OHV Six 2.5               | 2473       | 55/3500        | 145/1600       | Manuale 3 marce non sincronizzato      | Ant.: Ruote indipendenti, quadrilateri trasversali, molle elicoidali, ammortizzatori idraulici a leva / Post.: assale rigido, molle a balestra, ammortizzatori a leva                     | Tamburo / Tamburo | 1.210              | 126          |
| Modell 51              | Berlina 2 volumi 4p | 03/1951-11/1952    | 48.587             | 9.600                 | OHV Six 2.5               | 2473       | 58/3700        | 147/1600       | Manuale 3 marce non sincronizzato      | Ant.: Ruote indipendenti, quadrilateri trasversali, molle elicoidali, ammortizzatori a leva / Post.: assale rigido, molle a balestra, ammortizzatori idraulici telescopici                | Tamburo / Tamburo | 1.240              | 128          |
| Modell 51              | Berlina 2 volumi 4p | 12/1952-07/1953    | 48.587             | 8.990                 | OHV Six 2.5               | 2473       | 60/3700        | 160/1700       | Manuale 3 marce non sincronizzato      | Ant.: Ruote indipendenti, quadrilateri trasversali, molle elicoidali, ammortizzatori a leva / Post.: assale rigido, molle a balestra, ammortizzatori idraulici telescopici                | Tamburo / Tamburo | 1.240              | 128          |
| Modell 54              | Berlina 3 volumi 4p | 11/1953-04/1954    | 61.543             | 9.500                 | OHV Six 2.5               | 2473       | 68/3500        | 160/1700       | Manuale 3 marce, 2ª e 3ª sincronizzate | Ant.: Ruote indipendenti, quadrilateri trasversali, molle elicoidali, ammortizzatori idraulici telescopici / Post.: assale rigido, molle a balestra, ammortizzatori idraulici telescopici | Tamburo / Tamburo | 1.210              | 138          |
| Modell 54              | Berlina 3 volumi 4p | 05/1954-07/1955    | 61.543             | -                     | OHV Six 2.5               | 2473       | 71/3700        | 173/1700       | Manuale 3 marce, 2ª e 3ª sincronizzate | Ant.: Ruote indipendenti, quadrilateri trasversali, molle elicoidali, ammortizzatori idraulici telescopici / Post.: assale rigido, molle a balestra, ammortizzatori idraulici telescopici | Tamburo / Tamburo | 1.210              | 138          |
| Modell 56              | Berlina 3 volumi 4p | 08/1955-07/1956    | 84.572             | 9.350                 | OHV Six 2.5               | 2473       | 75/3900        | 173/1700       | Manuale 3 marce, 2ª e 3ª sincronizzate | Ant.: Ruote indipendenti, quadrilateri trasversali, molle elicoidali, ammortizzatori idraulici telescopici / Post.: assale rigido, molle a balestra, ammortizzatori idraulici telescopici | Tamburo / Tamburo | 1.210              | 140          |
| Modell 56              | Berlina 3 volumi 4p | 08/1956-02/1958    | 84.572             | -                     | OHV Six 2.5               | 2473       | 75/3900        | 173/1700       | Manuale 3 marce sincronizzato          | Ant.: Ruote indipendenti, quadrilateri trasversali, molle elicoidali, ammortizzatori idraulici telescopici / Post.: assale rigido, molle a balestra, ammortizzatori idraulici telescopici | Tamburo / Tamburo | 1.210              | 140          |
| Modell 56 "L"          | Berlina 3 volumi 4p | 05/1957-02/1958    | 7.983              | 10.250                | OHV Six 2.5               | 2473       | 75/3900        | 173/1700       | Manuale 3 marce sincronizzato          | Ant.: Ruote indipendenti, quadrilateri trasversali, molle elicoidali, ammortizzatori idraulici telescopici / Post.: assale rigido, molle a balestra, ammortizzatori idraulici telescopici | Tamburo / Tamburo | 1.210              | 140          |
| Kapitän P 2,5          | Berlina 3 volumi 4p | 06/1958-06/1959    | 17.710             | 10.250                | OHV Six 2.5               | 2473       | 80/4100        | 176/ 1400-2400 | Manuale 3 marce sincronizzato          | Ant.: Ruote indipendenti, quadrilateri trasversali, molle elicoidali, ammortizzatori idraulici telescopici / Post.: assale rigido, molle a balestra, ammortizzatori idraulici telescopici | Tamburo / Tamburo | 1.310              | 144          |
| Kapitän P 2,5 "L"      | Berlina 3 volumi 4p | 06/1958-06/1959    | 17.132             | 11.000                | OHV Six 2.5               | 2473       | 80/4100        | 176/ 1400-2400 | Manuale 3 marce sincronizzato          | Ant.: Ruote indipendenti, quadrilateri trasversali, molle elicoidali, ammortizzatori idraulici telescopici / Post.: assale rigido, molle a balestra, ammortizzatori idraulici telescopici | Tamburo / Tamburo | 1.310              | 144          |
| Kapitän P 2,6          | Berlina 3 volumi 4p | 08/1959-11/1963    | 42.783             | 9.975                 | OHV Six 2.6               | 2605       | 90/4100        | 190/ 1300-2500 | Manuale 3 marce sincronizzato          | Ant.: Ruote indipendenti, quadrilateri trasversali, molle elicoidali, ammortizzatori idraulici telescopici / Post.: assale rigido, molle a balestra, ammortizzatori idraulici telescopici | Tamburo / Tamburo | 1.310              | 150          |
| Kapitän P 2,6 "L"      | Berlina 3 volumi 4p | 08/1959-11/1963    | 102.833            | 10.675                | OHV Six 2.6               | 2605       | 90/4100        | 190/ 1300-2500 | Manuale 3 marce sincronizzato          | Ant.: Ruote indipendenti, quadrilateri trasversali, molle elicoidali, ammortizzatori idraulici telescopici / Post.: assale rigido, molle a balestra, ammortizzatori idraulici telescopici | Tamburo / Tamburo | 1.310              | 150          |
| Kapitän A 2.6          | Berlina 3 volumi 4p | 04/1964-07/1965    | 24.249             | 10.990                | OHV Six 2.6               | 2605       | 100/4600       | 185/2400       | Manuale 4 marce sincronizzato          | Ant.: Ruote indipendenti, quadrilateri trasversali, molle elicoidali, ammortizzatori idraulici telescopici / Post.: assale rigido, molle a balestra, ammortizzatori idraulici telescopici | Dischi/Tamburi    | 1.350              | 155          |
| Kapitän A 2.8 S        | Berlina 3 volumi 4p | 08/1965-11/1968    | 24.249             | 11.300                | 28S                       | 2784       | 125/4800       | 210/3500       | Manuale 4 marce sincronizzato          | Ant.: Ruote indipendenti, quadrilateri trasversali, molle elicoidali, ammortizzatori idraulici telescopici / Post.: assale rigido, molle a balestra, ammortizzatori idraulici telescopici | Dischi/Tamburi    | 1.350              | 170          |
| Kapitän A 2.8 HL       | Berlina 3 volumi 4p | 09/1967-11/1968    | 24.249             | -                     | 28H                       | 2784       | 140/4900       | 227/3700       | Manuale 4 marce sincronizzato          | Ant.: Ruote indipendenti, quadrilateri trasversali, molle elicoidali, ammortizzatori idraulici telescopici / Post.: assale rigido, molle a balestra, ammortizzatori idraulici telescopici | Dischi/Tamburi    | 1.350              | 180          |
| Kapitän A V8           | Berlina 3 volumi 4p | 03/1965-11/1968    | 113                | -                     | Chevrolet Small Block 283 | 4638       | 190/4600       | 354/3000       | Manuale 4 marce sincronizzato          | Ant.: Ruote indipendenti, quadrilateri trasversali, molle elicoidali, ammortizzatori idraulici telescopici / Post.: assale rigido, molle a balestra, ammortizzatori idraulici telescopici | Dischi/Tamburi    | 1.550              | 198          |
| Kapitän B 2.8 S        | Berlina 3 volumi 4p | 08/1965-11/1968    | 4.976              | 14.447                | 28S                       | 2784       | 132/5200       | 210/3500       | Manuale 4 marce sincronizzato          | Ant.: Ruote indipendenti, quadrilateri trasversali, molle elicoidali, ammortizzatori idraulici telescopici / Post.: assale rigido, molle a balestra, ammortizzatori idraulici telescopici | Dischi/Tamburi    | 1.475              | 175          |
| Kapitän B 2.8 HL       | Berlina 3 volumi 4p | 08/1965-11/1968    | 4.976              | 14.846                | 28H                       | 2784       | 145/5200       | 227/3700       | Manuale 4 marce sincronizzato          | Ant.: Ruote indipendenti, quadrilateri trasversali, molle elicoidali, ammortizzatori idraulici telescopici / Post.: assale rigido, molle a balestra, ammortizzatori idraulici telescopici | Dischi/Tamburi    | 1.495              | 185          |